# Anton Svensson i Högsjöhult
Anton Svensson, (i riksdagen kallad Svensson i Högsjöhult), född 6 januari 1859 i Eksjö landsförsamling, död där 26 juni 1933, var en svensk lantbrukare, nämndeman och riksdagspolitiker (bondeförbundet).
Svensson var ledamot av riksdagens andra kammare från 1925, invald i Jönköpings läns valkrets.